# شیرین و فرهاد (فیلم ۱۹۳۱)

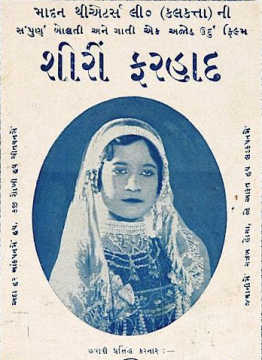
پوستر تبلیغاتی فیلم شیرین و فرهاد.

شیرین و فرهاد فیلمی به زبان هندی ساختهٔ ۱۹۳۱ است. این فیلم دومین فیلم ناطق ساخته شده در هندوستان، بعد از عالم‌آرا، است. داستان این فیلم مقتبس از داستان خسرو و شیرین است. کارگردان فیلم، جی.جی. مدن است.

## بازیگران
- جهان‌آرا کجن
- نصار
- شریفه
- محمد حسین
- عبدالرحمن خابلی